# Ijungen
Ijungen är en sjö i Bollnäs kommun i Hälsingland och ingår i Norralaåns huvudavrinningsområde. Sjön är 19 meter djup, har en yta på 0,938 kvadratkilometer och är belägen 210,1 meter över havet. Sjön avvattnas av vattendraget Slåttbäcken.

## Delavrinningsområde
Ijungen ingår i det delavrinningsområde (681386-154510) som SMHI kallar för Utloppet av Iljungen. Medelhöjden är 243 meter över havet och ytan är 4,8 kvadratkilometer. Det finns inga avrinningsområden uppströms utan avrinningsområdet är högsta punkten. Slåttbäcken som avvattnar avrinningsområdet har biflödesordning 2, vilket innebär att vattnet flödar genom totalt 2 vattendrag innan det når havet efter 33 kilometer. Avrinningsområdet består mestadels av skog (77 procent). Avrinningsområdet har 0,94 kvadratkilometer vattenytor vilket ger det en sjöprocent på 19,6 procent.